# Godło Mandżukuo

Godło Mandżukuo

Godło Mandżukuo ustanowiono w 1932 roku, gdy powstało to państwo, a zniesiono w 1945, kiedy zostało przyłączone do Chin. Kraj był marionetkowym cesarstwem, de facto sterowanym przez Japonię. Pięciopłatkowy kwiat  storczyka (Cymbidium virescens) ma to samo przesłanie, co flaga - tzw. Zjednoczenie Pięciu Ras. Są to: Mandżurowie, Hanowie, Mongołowie, Hui i Tybetańczycy. Dlatego w godle widnieje także pięć pręcików. Godło ma kolor żółty i, tak jak na fladze Mandżukuo, ma to symbolizować najważniejszą rolę Mandżurów.